# Station Radomsko
Station Radomsko is een spoorwegstation in de Poolse plaats Radomsko.